# Ostrowiec (jezioro w województwie lubuskim)
Ostrowiec – jezioro na Równinie Drawskiej, położone w województwie lubuskim, w powiecie strzelecko-drezdeneckim, w gminie Dobiegniew.

## Położenie i opis
Jezioro położone jest w północno-wschodniej części powiatu strzelecko-drezdeneckiego, na Równinie Drawskiej. Nieco na północ od zbiornika znajduje się jezioro Piaseczno. Około kilometra na zachód od jeziora znajduje się wieś Chyże, w takiej samej odległości, ale na wschód, znajduje się niewielka osada Ostrowiec.

## Hydronimia
Jezioro pojawia się w źródłach w 1934 roku jako Wusterwitz S., a następnie Ostrowiec — Wusterwitz See (1955), Jezioro Muliste (1975, 1976, 1977), Smolarnia (1983). Państwowy rejestr nazw geograficznych jako nazwę urzędową akwenu podaje Ostrowiec, wymieniając nazwy oboczne Jezioro Muliste i Smolarnia.

## Morfometria
Według danych Instytutu Rybactwa Śródlądowego powierzchnia zwierciadła wody jeziora wynosi 45,3 ha. A. Choiński, poprzez planimetrowanie na mapach 1:50 000, określił wielkość jeziora na 42,5 ha. 
Średnia głębokość zbiornika wodnego to 3,5 m, a maksymalna to 6,9 m. Objętość jeziora wynosi 1608,5 tys. m³. Maksymalna długość jeziora to 2000 m, a szerokość 365 m. Długość linii brzegowej wynosi 4950 m.
Według Atlasu jezior Polski (red. J. Jańczak, 1996) lustro wody znajduje się na wysokości 74,2 m n.p.m., natomiast według numerycznego modelu terenu udostępnionego przez Geoportal 74,8 m n.p.m.
Według Mapy Podziału Hydrograficznego Polski leży na terenie zlewni siódmego poziomu Zlewnia jez. Ostrowiec bez zlewni bezodpływowych jez. Konotop, Rakowe, Jare. Identyfikator MPHP to 18887459.

## Zagospodarowanie
Administratorem wód jeziora jest Regionalny Zarząd Gospodarki Wodnej w Bydgoszczy. Utworzył on obwód rybacki, który obejmuje między innymi wody jeziora Ostrowiec wraz z wodami rzeki Moczel na odcinku od miejsca wypływu rzeki z tego jeziora do granicy Drawieńskiego Parku Narodowego (Obwód rybacki jeziora Ostrowiec na rzece Moczel – Nr 1). Gospodarkę rybacką na jeziorze prowadzi Gospodarstwo Rybackie Miedwie Sp. z o.o. Ze względu na typologię rybacką jest to jezioro typu linowo-szczupakowego.